# 2051 Chang
2051 Chang (1976 UC) là một tiểu hành tinh vành đai chính được phát hiện ngày 23 tháng 10 năm 1976 bởi Harvard College ở trạm Agassiz.